# Melsele
Melsele is een dorp in de Belgische provincie Oost-Vlaanderen, regio Waasland, en een deelgemeente van Beveren-Kruibeke-Zwijndrecht. Het was een zelfstandige gemeente tot aan de gemeentelijke herindeling van 1977.
Het locofaulisme voor een Melselenaar is pijpkens. In het lokale dialect wordt de gemeente ook Meilsen genoemd, zie bijvoorbeeld Meilsen Koers of Meilsen Tripel.

## Geschiedenis

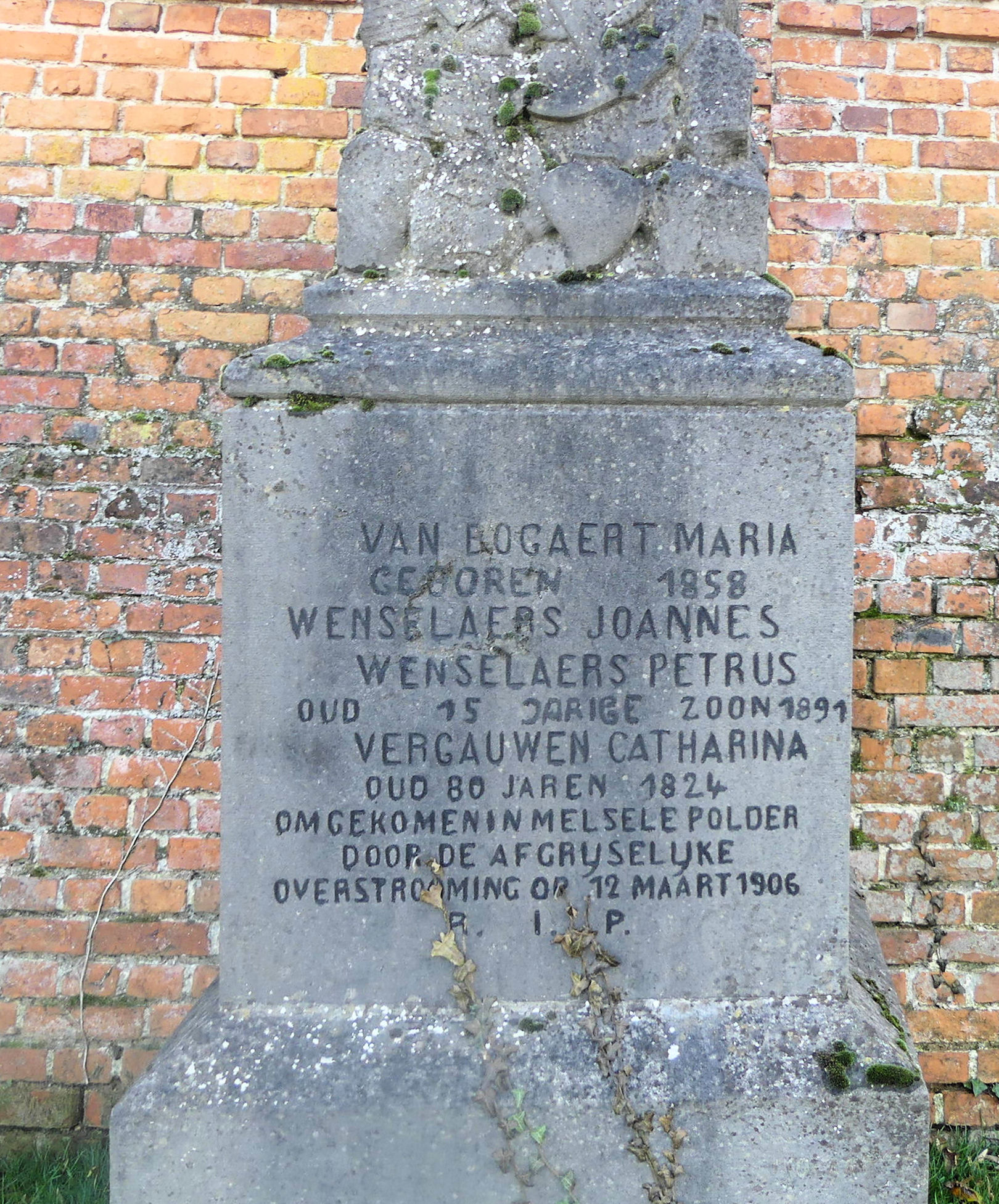
In 1906 brak de polderdijk, en verdronken verschillende mensen.

Melsele is een van de oudste bewoonde plaatsen in het Land van Waas; het was vroeger een landelijke gemeente waar ook klompenmakerijen gevestigd waren. In de 16e en 17e eeuw bloeide er een grote devotie, wat resulteerde in de groei van het Heiligdom van Gaverland, en in 1661 een oprichting van de confrérie van de H. Rozenkrans, met goedkeuring van de Dominicaner Prior in Antwerpen.
In 1906 braken de dijken van de polders en stierven verschillende inwoners door verdrinking. In 1977 fuseerde de gemeente met Beveren. De laatste burgemeester van Melsele was Jos De Roeck. Door aanleg van nieuwe woonwijken is de kern van Melsele gaan aansluiten op die van Beveren zelf. De deelgemeente is na Beveren-centrum en Zwijndrecht degene met de meeste inwoners, bijna 11.200 inwoners.

## Demografische ontwikkeling
- Bronnen:NIS, Opm:1831 tot en met 1970=volkstellingen; 1976 = inwoneraantal op 31 december

## Bezienswaardigheden
- Kapel Onze-Lieve-Vrouw van Gaverland (1862-1864), bedevaartsoord
- Onze-Lieve-Vrouwekerk
- Pastorij van 1767, in rococostijl
- Voormalig kasteel van griffier Petrus Franciscus Ysebrant (Stekene, 7 februari 1702 - Melsele, 27 juni 1795)
- Schaliënhuis, aan Appelstraat 54, van 1564 en 1637, later gewijzigd
- Defensieve Dijk, op het nabije grondgebied van Zwijndrecht
- De begraafplaats met oude praalgraven en een militair ereperk.

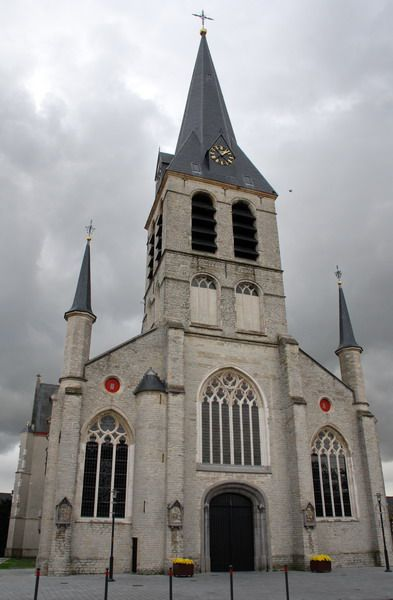
De Onze-Lieve-Vrouwekerk
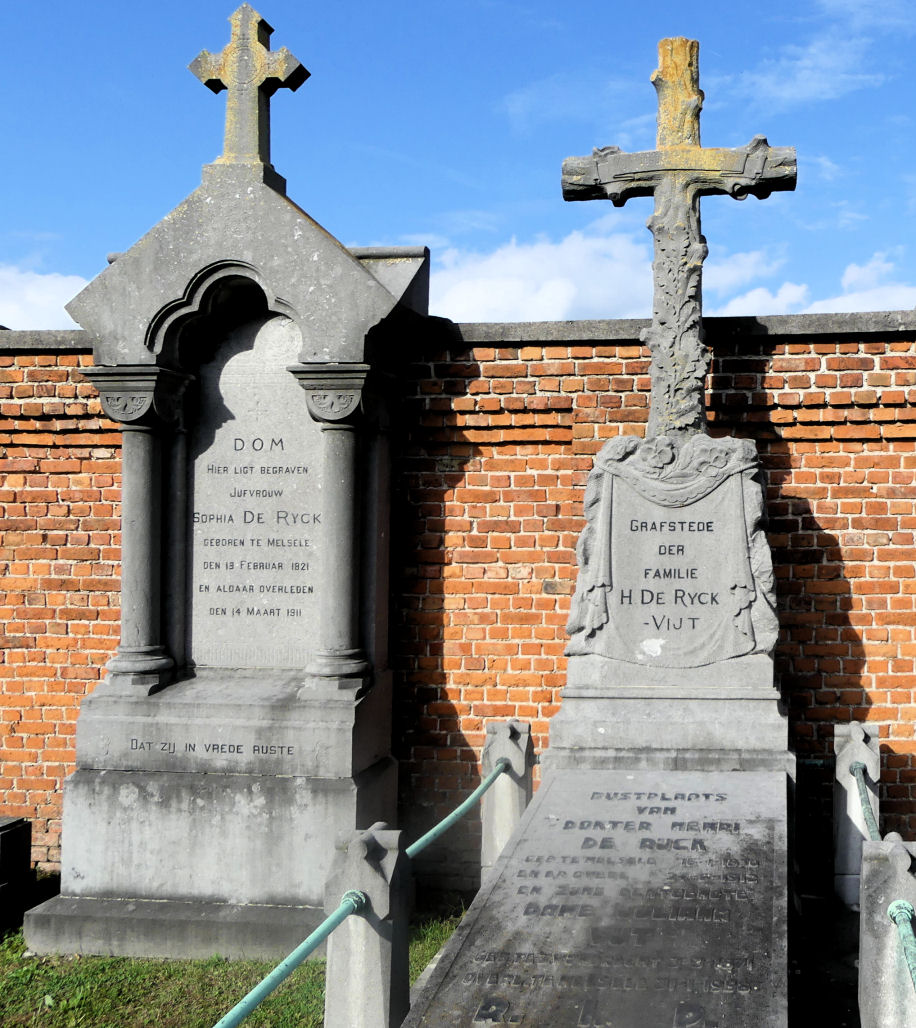
praalgraven op de begraafplaats
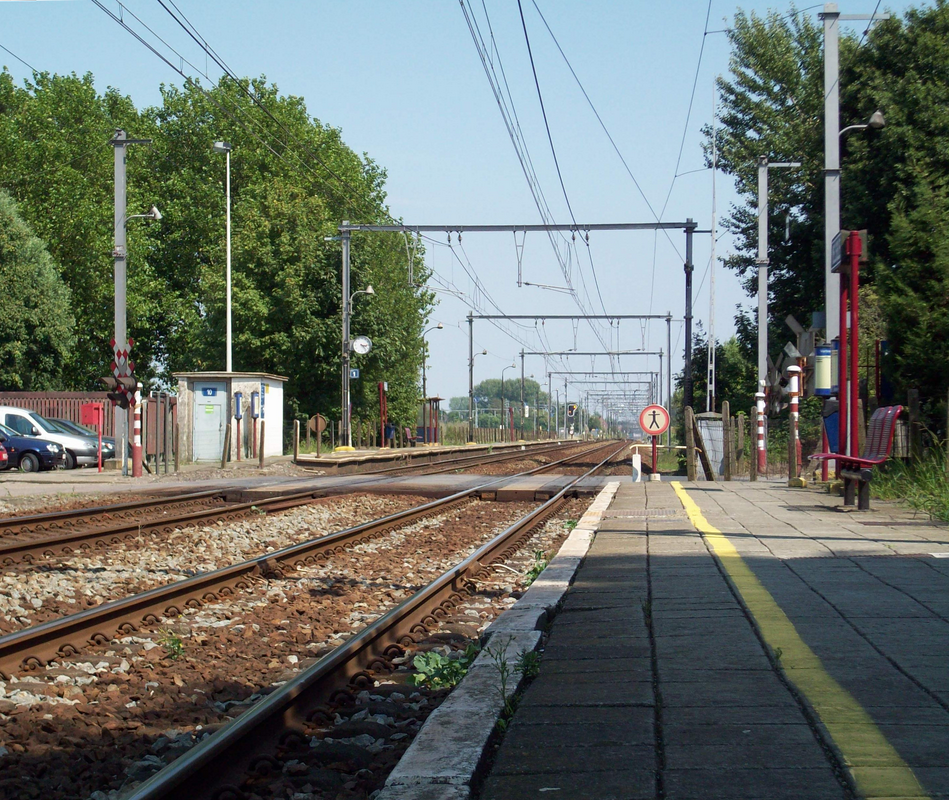
Het station Melsele
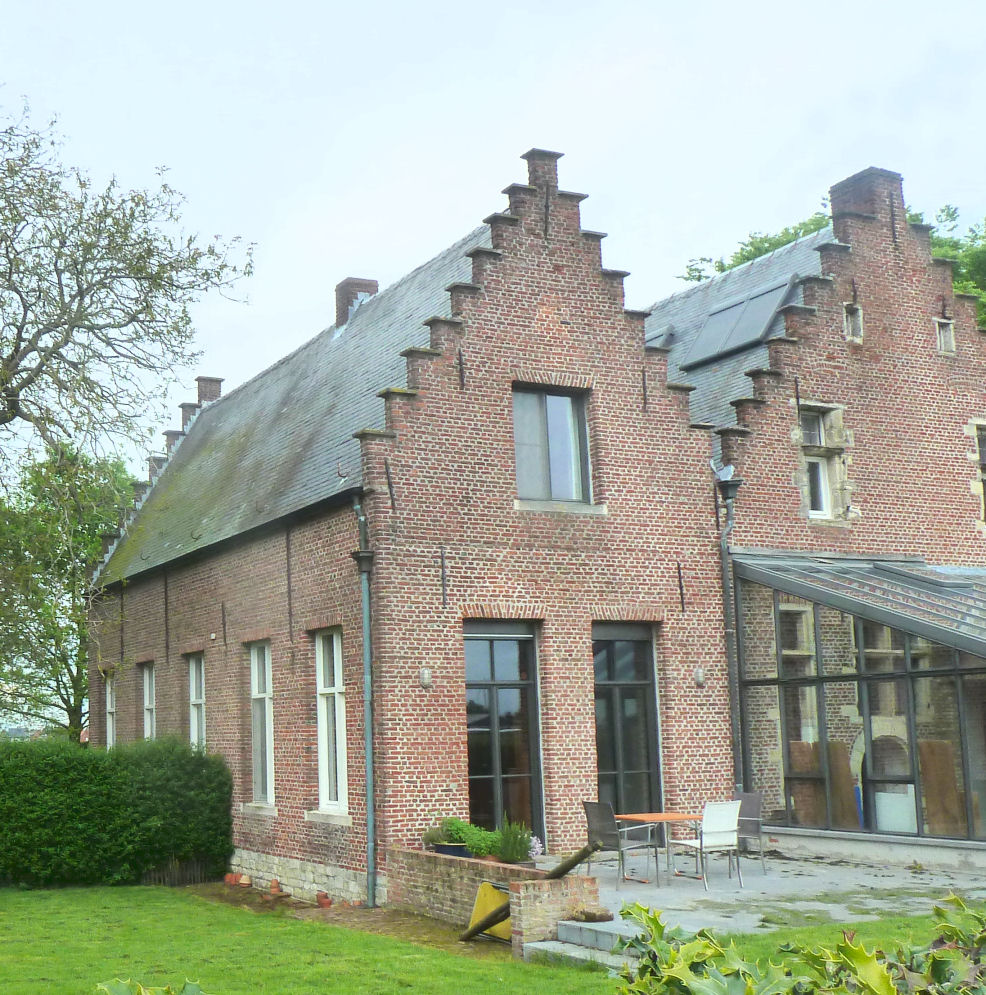
Het Schaliënhuis
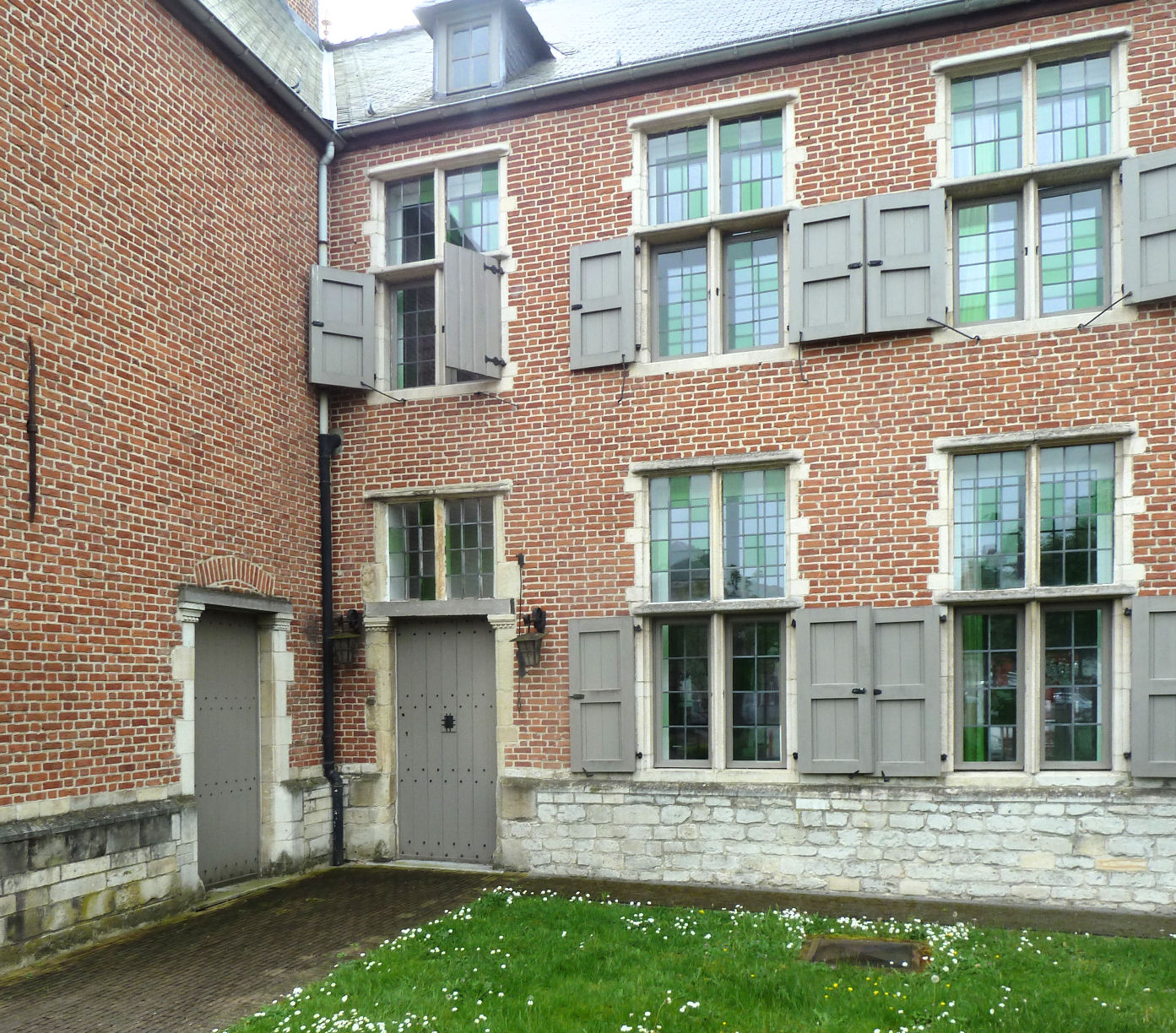
Kasteel Ysebrant

## Natuur en landschap
Melsele ligt in het Waasland en in Zandig Vlaanderen op een hoogte van ongeveer 7 meter. Het gebied is sterk verstedelijkt, vooral door de nabijheid van het Antwerpse havengebied.
Het Landschapspark Molenbeek (ook: Landschapspark Melsele) is een 5,12 hectare groot park met een bos van 15.000 m². Dit is van 2013-2015 aangelegd langs de Molenbeek en heeft paden door het natuurschoon en recreatieve voorzieningen.

## Evenementen
- Aardbeifeesten (vijf dagen vanaf Hemelvaartsdag)
- Dorpsfeesten (laatste weekend van juli; de organiserende vzw is eigenaar van de webnaam www.melsele.be)
- Statiefeesten
- Laanfeesten
- Poenjaardfeesten

## Verkeer en vervoer
Het station Melsele ligt op spoorlijn 59 (Antwerpen-Gent). Vanuit Antwerpen rijdt tramlijn 3 tot de Krijgsbaan op de grens van Melsele en Zwijndrecht.
Melsele ligt tussen twee snelwegen in. De A11/E34 doorsnijdt het noorden van de deelgemeenten, en heeft een afrit naar het dorp. De A14/E17 vormt de zuidgrens van Melsele en bedient het dorp via de afrit van Kruibeke. Tussen beide in doorkruist de Gentse Baan, de N70 van Antwerpen naar Gent, het dorpscentrum.
Openbaar busvervoer (via De Lijn) verloopt voornamelijk via de N70 tussen de centrumstad Sint-Niklaas en de stad Antwerpen (Linkeroever).
Autodelen is beschikbaar via Stapp.in en Share Mobility.
Donkey Republic heeft eveneens staanplaatsen waar (elektrische) fietsen kunnen ontleend worden.

## Geboren in Melsele
- Jozef Van Hul (1894-1918), schilder
- Roland Verhavert (1927-2014), Belgisch filmregisseur
- François Smet (1939-2025), politicus

## Nabijgelegen kernen
- Beveren, Kallo, Zwijndrecht